# بخش اون-سور-الپ
بخش اون-سور-الپ (به فرانسوی: Arrondissement d'Avesnes-sur-Helpe) یک بخش در فرانسه است که در نر واقع شده‌است.